# Trachea deviridella
Trachea deviridella là một loài bướm đêm trong họ Noctuidae.